# خوتیشوف (ناحیه پلزن-جنوبی)
خوتیشوف (به چکی: Chotěšov) یک منطقهٔ مسکونی در جمهوری چک است که در Plzeň-South District واقع شده‌است. خوتیشوف ۲۶٫۸ کیلومتر مربع مساحت و ۲٬۸۴۵ نفر جمعیت دارد و ۳۵۸ متر بالاتر از سطح دریا واقع شده‌است.